# Topo La Laguna
El Topo La Laguna, también conocido simplemente como Cerro Laguna, (10°23′30″N 67°20′46″O / 10.391667, -67.346111) es una formación de montaña ubicada al norte de La Victoria y al oeste de la Colonia Tovar, Venezuela. A 1927 m s. n. m. el Topo La Laguna está entre las montañas más elevadas del municipio Ribas en el Estado Aragua. El Topo La Laguna es la principal fila del extremo final de la carretera La Victoria-Colonia Tovar.

## Ubicación
El Topo La Laguna se asienta al oeste del Topo El Fogón y es la principal fila por donde sube la carretera a la Colonia Tovar desde La Victoria. 